# Anin sklad
Anin sklad je slovenska ustanova, ki podpira družine z več otroki. Leta 1998 so ga s sredstvi, ki so jih prejele po denacionalizacijskem postopku, ustanovile redovnice »Hčere krščanske ljubezni«, pridružili pa so se tudi drugi donatorji. V letu 2006 je Anin sklad pomagal 200 slovenskim družinam, ki so imele skupno 1260 otrok (tj. povprečno 6 otrok na družino). 